# Kopis

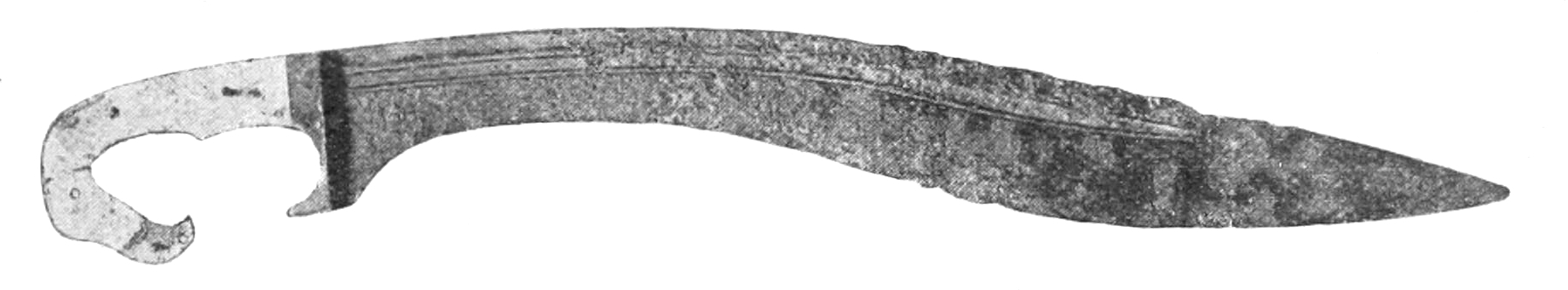
Forngrekisk kopis.

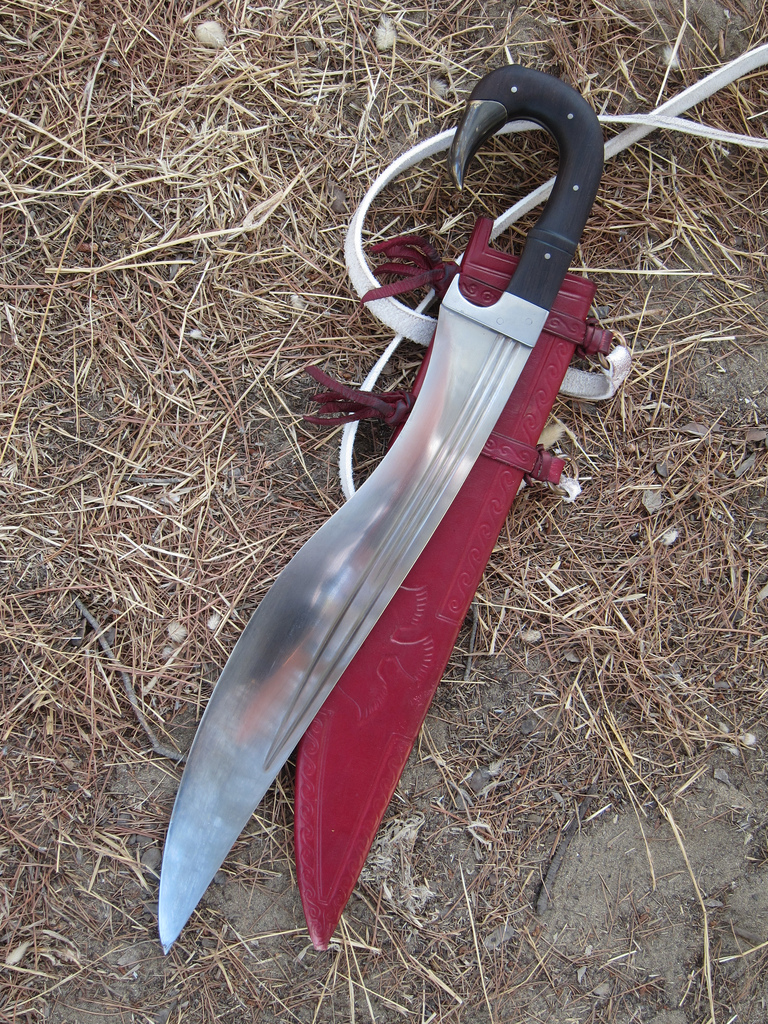
Kopisreplik

Kopis är ett grekiskt svärd från Antiken med saxslipad framåtkrökt klinga. Ovansidan var utformad för att ge tyngd och kraft vid hanteringen. Vapnet användes genom att utdela nedåtriktade hugg mot fienden. Kopis är daterad till 400-talet f.Kr. och den tillverkades av järn.